# Yunnanilus cruciatus
Yunnanilus cruciatus és una espècie de peix de la família dels balitòrids i de l'ordre dels cipriniformes.

## Morfologia
- Els mascles poden assolir els 3,4 cm de longitud total.
- Es diferencia d'altres espècies del mateix gènere per tindre, entre altres característiques, un diferent patró de franges verticals al cos i 8 radis ramificats a l'aleta dorsal.[3][4]

## Hàbitat i distribució geogràfica
És un peix d'aigua dolça, demersal i de clima tropical, el qual es troba al Vietnam.